# هيليورن
هيليورن (بالإنجليزية: Hillehorn)‏ هو أحد جبال سلسلة جبال الألب ليبونتيني وجزء من القمة الأم بورتيلورن يقع في كانتون فاليز، سويسرا (near the إيطاليا border). يبلغ ارتفاع الجبل حوالي 3181 متر، بينما يبلغ ارتفاع نتوء الجبل 257 متر.